# Plasmodium ovale
Plasmodium ovale es una especie parasítica protozoario que causa una forma de malaria en humanos. Se relaciona con Plasmodium falciparum y Plasmodium vivax, las cuales son responsables de la mayoría de los casos de malaria. Es menos frecuente que estos dos últimos organismos y potencialmente menos peligroso que P. falciparum. 

## Epidemiología
P. ovale tiene un hábitat limitado. Es endémico principalmente en el África occidental, las Filipinas, el oeste de Indonesia y Papúa Nueva Guinea.

## Diagnóstico
La apariencia microscópico P. ovale es muy similar al P. vivax y si solo se observan un pequeño número de parásitos, puede que sea imposible distinguir las dos especies solo sobre la base de su morfología. No hay diferencias entre el tratamiento clínico de P. ovale y P. vivax, y por ello, en algunos informes clínicos de laboratorio simplemente se hace constar la presencia de "P. vivax/ovale". Los gránulos de Schüffner se ven sobre la superficie de los glóbulos rojos parasitados, aunque tienen una apariencia más grande y oscura que P. vivax, llamados a veces "puntos de James". Aproximadamente un 20% de las células infestadas tienen forma ovalada -de allí su nombre- y algunas de las células ovaladas tienen además fimbrias en los bordes, las llamadas «células cometas». Los esquizontes maduros de P. ovale, nunca llegan a tener más de doce núcleos en su interior y ese es un criterio fiable para distinguir las dos especies. 
Si P. vivax and P. ovale han estado en solución con EDTA por más de media hora antes que el frote sanguíneo es examinado, tendrán una apariencia muy similar a P. malariae, una importante razón para advertir al laboratorio de inmediato tan pronto una muestra sanguínea ha sido tomada para que puedan procesar la muestra tan pronto como llegue en su poder.

## Tratamiento
Tras una evaluación clínica y diagnóstico presuntivo o definitivo, el tratamiento de elección incluye cloroquina y primaquina. La combinación Atovaquona y proguanil puede ser usada en pacientes sensibles a la cloroquina, por cualquier razón.